# Les Dolimarts

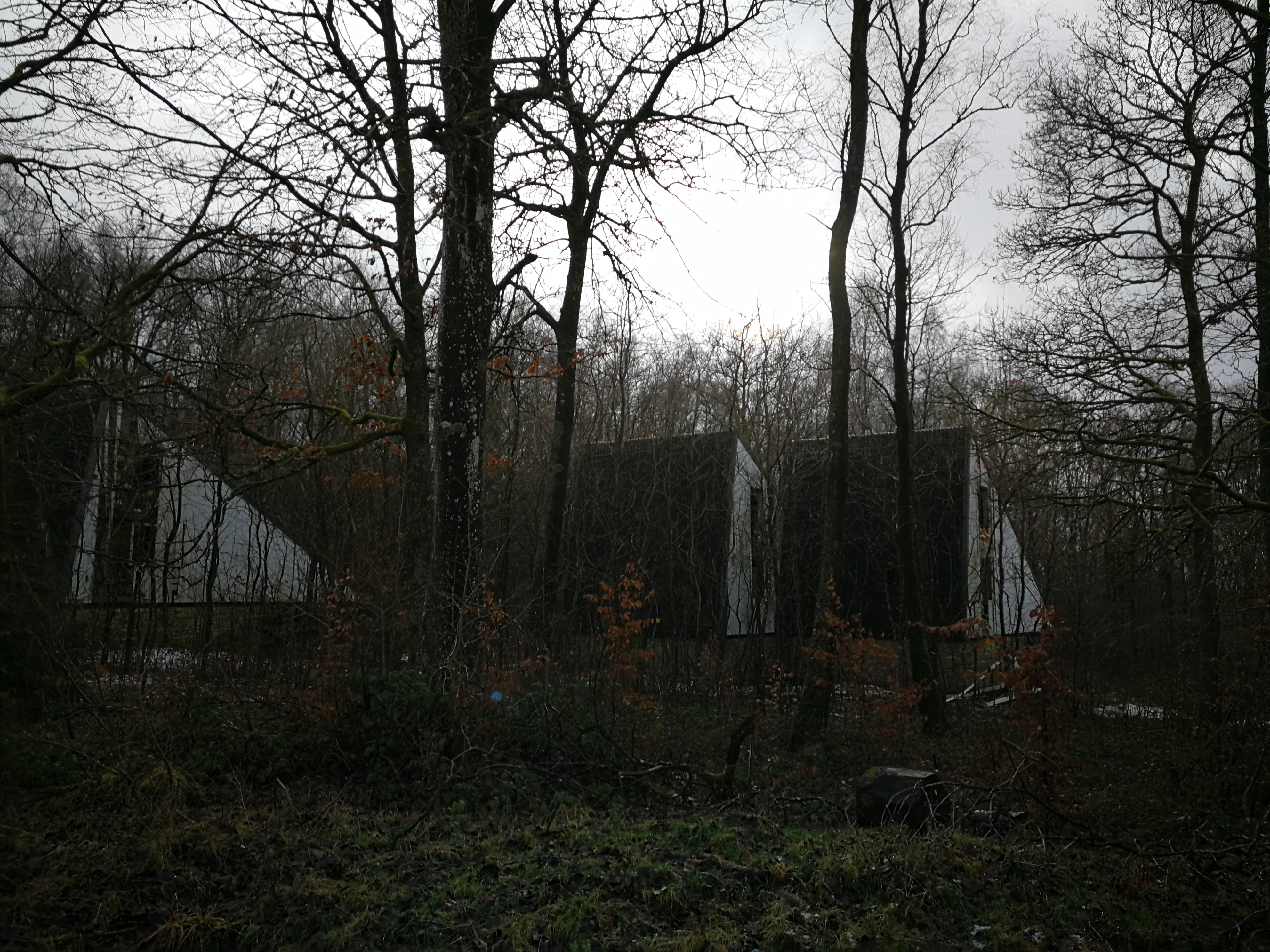
Het vervallen vakantiepark in 2018

Les Dolimarts is een voormalig vakantiepark nabij het dorp Bohan (gemeente Vresse-sur-Semois) in de provincie Namen.
Het park werd begin jaren '50 gebouwd door de Socialistische Mutualiteiten, om onder andere hun klanten een betaalbare vakantie te kunnen bieden.
Jaren lang floreerde het vakantiepark totdat het door mismanagement, oplopende schulden en dalende bezoekersaantallen werd gesloten. 
In 2001 besliste toenmalig minister Johan Vandelanotte dat het park een asielzoekerscentrum moest worden. 
Dit laatste gebeurde uiteindelijk niet en het park bleef leegstaan. In 2020 is alles geruimd en worden er nieuwe vakantieverblijven gebouwd, Les cabanes des Dolimarts. 